# Colonia Emiliano Zapata, Nayarit
Colonia Emiliano Zapata är en ort i Mexiko.   Den ligger i kommunen Santiago Ixcuintla och delstaten Nayarit, i den centrala delen av landet, 700 km väster om huvudstaden Mexico City. Colonia Emiliano Zapata ligger 15 meter över havet och antalet invånare är 1 657.
Terrängen runt Colonia Emiliano Zapata är huvudsakligen platt, men norrut är den kuperad. Runt Colonia Emiliano Zapata är det ganska glesbefolkat, med 45 invånare per kvadratkilometer. Närmaste större samhälle är Santiago Ixcuintla, 2,1 km sydost om Colonia Emiliano Zapata. Trakten runt Colonia Emiliano Zapata består till största delen av jordbruksmark.